# 소녀혁명 우테나
《소녀혁명 우테나》(일본어: 少女革命ウテナ)는 감독 이쿠하라 쿠니히코(幾原邦彦), 각본가 에노키도 요지(榎戸洋司), 작화가 하세가와 신야(長谷川眞也), 만화가 사이토 치호(さいとうちほ)가 속해 있는 창작 집단 비파파스(Be-PaPas)가 기획한 작품으로, 1997년 4월부터 TV 도쿄를 통해 39화의 TV 애니메이션 시리즈로 제작, 방영되었고, 1999년에 극장판 《Adolescence 묵시록》이 상영되었다. 국내에서는 1998년 대원미디어에서 비디오로 출시하였으며, SBS에서도 방영할 예정이었으나 심의 문제로 무산되었다.

## TV 시리즈 애니메이션

### 스탭
- 기획&원작: Be-PaPas
- 원안&감독: 이쿠하라 쿠니히코(幾原邦彦)
- 캐릭터 원안&만화: 사이토 치호(さいとうちほ)
- 시리즈 구성: 에노키도 요지(榎戸洋司)
- 캐릭터 디자인: 하세가와 신야(長谷川眞也)
- 컨셉트 디자인: 나가하마 히로시(長濱博史)
- 조감독: 카네코 신고(金子伸吾), 다카하시 도루(高橋亭)
- 작화감독: 하야시 아케미(林明美), 타케노우치 노부유키(たけのうちのぶゆき), 하세가와 신야
- 미술감독: 코바야시 시치로(小林七郎)
- 촬영감독: 나카조 토요미츠(中條豊光)
- 음향감독: 타나카 히데유키(田中英行)
- 음악: 미츠무네 신키치(光宗信吉)
- 오리지널 스코어 작곡: J. A. 시저(J.A. シーザー)
- 애니메이션 제작: J.C.STAFF
- 기획협력: SOFTX
- 플래닝: 오구로 유이치로(小黒祐一郎)
- 프로듀서: 코바야시 노리코(小林敦子) - TV 도쿄, 이케다 신이치(池田慎一) - 요미우리 광고사

### 음악
- 여는 노래〈윤무-revolution(輪舞－revolution)〉

작사&노래: 오쿠이 마사미(奥井雅美)
작·편곡: 야부키 토시로(矢吹俊郎)
- 닫는 노래 1〈truth〉(1화~24화）

작사: 후지바야시 세이코(藤林聖子)
작곡: 아라이 리키(新井理生)
편곡: 하라마 아키히코(平間あきひこ)
노래: 유미 루카(裕未瑠華)
- 닫는 노래 2〈버추얼 스타 발생학(バーチャルスター発生学)〉(25화~38화)

작사&작곡: J.A. 시저
편곡: 미츠무네 신키치
노래: 카미야 마키(上谷麻紀)
- 닫는 노래 3〈Rose&release〉(39화)

작·편곡: 야부키 토시로
코러스: 오쿠이 마사미(奥井雅美)

## 등장 인물

### 초기 결투 관계자
텐조 우테나(일본어: 天上 ウテナ)
성우:카와카미 토모코
주인공. 여자이지만 남장을 하고 다닌다.
히메미야 안시(일본어: 姫宮 アンシー)
성우: 후치자키 유리코
'장미의 신부'란 결투의 승자가 얻게 되는 전리품이다.
키류 토가(일본어: 桐生 冬芽)
성우: 코야스 타케히토
학생회장.
사이온지 쿄이치(일본어: 西園寺 莢一)
성우: 쿠사오 타케시
부회장.
아리스가와 주리(일본어: 有栖川 樹璃)
성우: 미츠이시 코토노
검도부의 에이스. 스스로에게 엄격하나 단 하나의 약점이 있다.
카오루 미키(일본어: 薫 幹)
성우: 히사카와 아야
학생회 서기. 중등부의 아이돌.
키류 나나미(일본어: 桐生 七実)
성우: 시라토리 유리
토가의 여동생. 오빠에게 집착한다.
오오토리 아키오(일본어: 鳳 暁生)
성우: 코스기 주로타 (극장판은 오이카와 미츠히로
이사장.
디오스 (ディオス)
성우: 유키 히로

### 흑장미회 관계자
미카게 소지(일본어: 御影 草時)
성우:미도리카와 히카루
치다 마미야(일본어: 千唾 馬宮)
성우:카와무라 마리아
치다 토키코(일본어: 千唾 時子)
성우:히다카 노리코

### 그 외의 인물
시노하라 와카바(일본어: 篠原 若葉)
성우: 이마이 유카
우테나의 단짝 친구.
카자미 타츠야(일본어: 風見 達也)
성우: 오키아유 료타로
타카츠키 시오리(일본어: 高槻 枝織)
성우: 니시하라 쿠미코
츠치야 루카(일본어: 土谷 瑠果)
성우: 사사키 노조무
카오루 코즈에(일본어: 薫 梢)
성우: 혼다 치에코
미키의 쌍둥이 여동생.
오오토리 카나에(일본어: 鳳 香苗)
성우: 오리카사 아이
츠와부키 미츠루(일본어: 石蕗 美蔓)
성우: 야지마 아키코
키류 나나미의 추종자
소노다 케이코(일본어: 苑田 茎子)
성우: 나카가와 아키라
오오세 유코(일본어: 大瀬 優子)
성우: 모토이 에미
와키야 아이코(일본어: 脇谷 愛子)
성우: 타카노 나오코
그림자 소녀(影絵少女)
성우: 그림자 소녀 A코(E코):카와무라 마리아, 그림자 소녀B코(F코):코오로기 사토미, 그림자 소녀C코:와타나베 쿠미코
추추(チュチュ)
성우: 코오로기 사토미
플레이어 캐릭터(プレイヤーキャラクター, 디폴트 이름 없음)
성우: 후지노 카오루
산조인 치구사(일본어: 三条院 千種)
성우: 오카모토 마야